# Mesobomba flavifascia
Mesobomba flavifascia är en fjärilsart som beskrevs av W. Warren 1907. Mesobomba flavifascia ingår i släktet Mesobomba och familjen mätare. Inga underarter finns listade i Catalogue of Life.